# Horst Möller

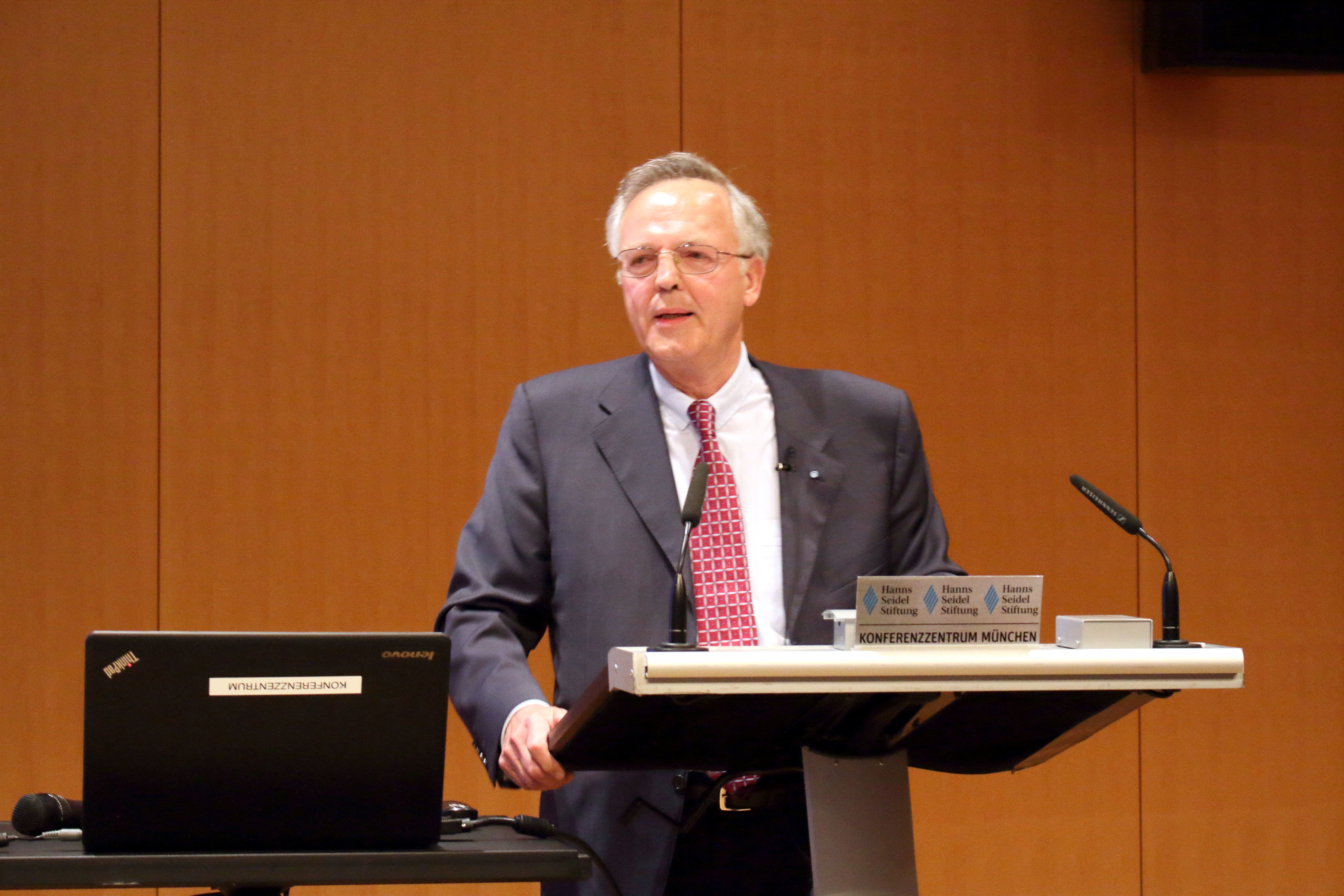
Horst Möller 2015

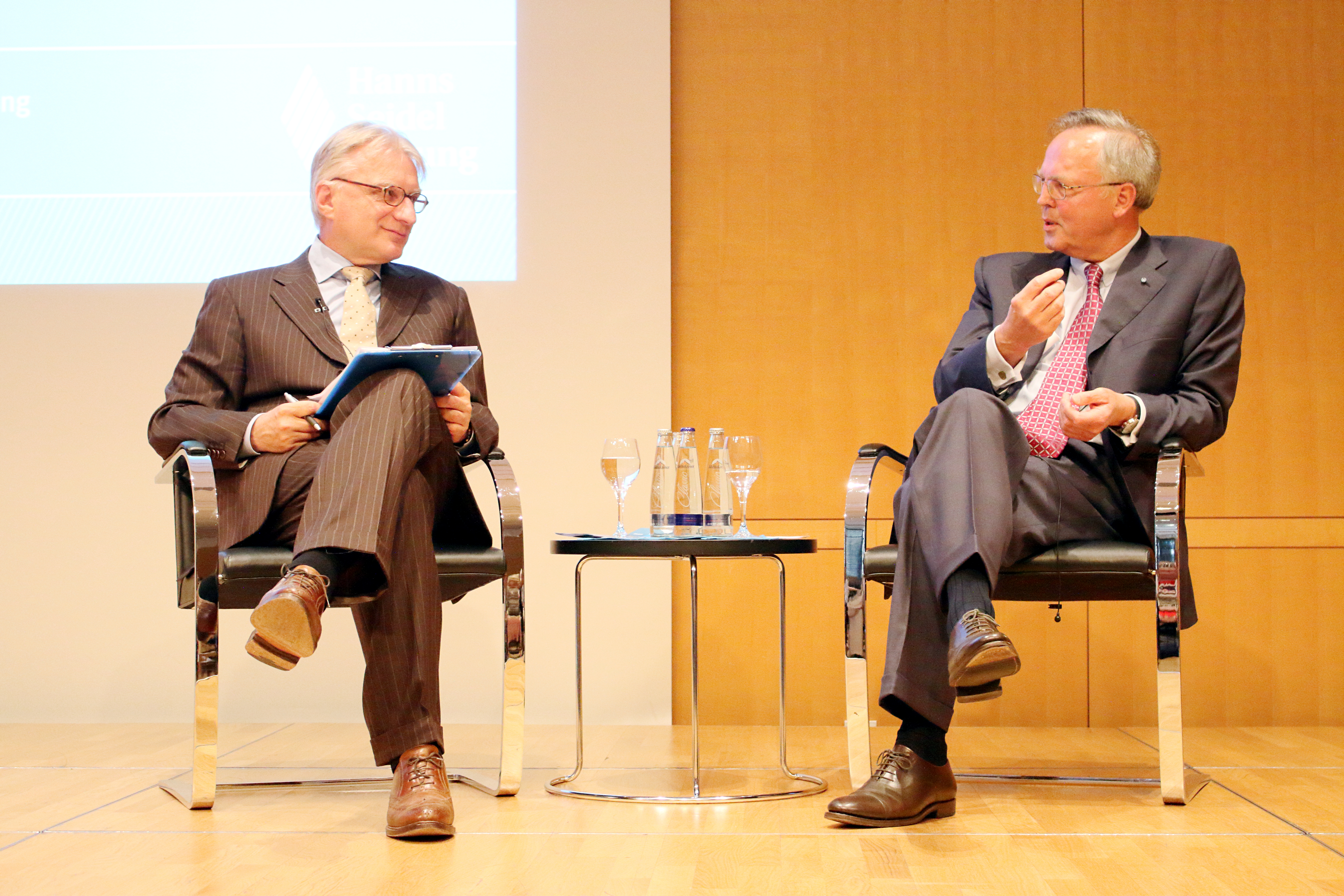
Möller (rechts) im Gespräch mit Wolfgang Krieger

Horst Möller (* 12. Januar 1943 in Breslau) ist ein deutscher Historiker. Von 1992 bis 2011 war er Direktor des Instituts für Zeitgeschichte (IfZ) in München.

## Ausbildung
Horst Möller wurde als Sohn des Bauunternehmers Theodor Möller und dessen Frau Elisabeth, geb. Neuwirth, in Breslau geboren. Er machte 1963 sein Abitur an der Hoffmann-von-Fallersleben-Schule Braunschweig. Möller studierte Geschichte, Philosophie und Germanistik an den Universitäten Göttingen und Berlin, wo er 1969 das Staatsexamen ablegte und 1972 bei Thomas Nipperdey in Geschichte promoviert wurde. Von 1969 bis 1977 war er wissenschaftlicher Assistent am Friedrich-Meinecke-Institut, 1978 habilitierte er sich dort. Gutachter der Arbeit waren Hans-Dietrich Loock und Ernst Nolte, wobei sie Nolte federführend unterstützt haben soll. Seine thematischen Schwerpunkte der 1970er Jahre waren die Geschichte Preußens und die Aufklärung in Europa. Als er 1979 seine Stelle im IfZ antrat, stellte ihn der Direktor Martin Broszat mit den Worten vor: „Horst Möller stammt aus dem 18. Jahrhundert.“

## Tätigkeit
1978 wechselte er in das Bundespräsidialamt unter Walter Scheel als Redenschreiber nach Bonn. Von 1979 bis 1982 war er stellvertretender Direktor des Instituts für Zeitgeschichte, von 1982 bis 1989 Ordinarius für Neuere Geschichte an der Universität Erlangen-Nürnberg. Zeitgleich gehörte er 1983 bis 1987 dem Gründungsdirektorium des Hauses der Geschichte der Bundesrepublik Deutschland in Bonn an. Nach Ablehnung eines Rufes an die Universität Frankfurt/Main leitete er für drei Jahre (vom 1. April 1989 bis 31. März 1992) als Direktor das Deutsche Historische Institut in Paris. Nach seiner Emeritierung war er 2013/14 Kommissarischer Direktor des Deutschen Historischen Instituts Warschau, dessen Vorsitzender der Gründungskommission und Beiratsvorsitzender er seit 1993 gewesen war.

### Direktor des Deutschen Historischen Instituts in Paris
Als Direktor des DHI Paris reorganisierte Möller die Institutszeitschrift Francia, gründete zu den Veröffentlichungsreihen eine zweisprachige Reihe „Reflexionen über Deutschland im 20. Jahrhundert“ sowie mit der Ecole nationale des Chartes eine mediävistische Forschungsreihe „Studien und Dokumente zur Gallia Pontificia“. Die von Möller geplante mehrbändige integrierte „Deutsch-französische Geschichte“ realisierten seine Nachfolger. Am DHI Paris wurde mit dem von ihm konzipierten und geleiteten Projekt „Die Bundesrepublik Deutschland und Frankreich: Dokumente 1949–1963“ begonnen, das er später gemeinsam mit Klaus Hildebrand für das Institut für Zeitgeschichte und die Historische Kommission der Bayerischen Akademie der Wissenschaften herausgab (4 Bde. 1997–1999). Es gelang ihm, 1989 den Kauf eines großen Institutsgebäudes in zentraler, historisch interessanter Lage durchzusetzen.

### Direktor des Instituts für Zeitgeschichte
1992 wurde er als Direktor an das Institut für Zeitgeschichte geholt und erhielt zugleich eine Professur an der Universität Regensburg. 1996 wechselte er nach München und wurde Professor für Neuere und Neueste Geschichte an der Universität München. Beide Funktionen hatte er bis zu seiner Emeritierung 2011 inne. In dieser Zeit hatte sich sein thematischer Schwerpunkt auf das 20. Jahrhundert verschoben. Er schrieb über Preußen von 1918 bis 1947, über die Weimarer Republik, über Europa in der Zwischenkriegszeit und über den Nationalsozialismus.
Unter seiner Leitung verdoppelten sich einerseits Personal und Etat des IfZ. Mit der Wiedervereinigung Deutschlands kamen auf die Zeithistoriker weitere Aufgaben zu, die Tätigkeit wurde auf die DDR-Geschichte ausgedehnt. Andererseits wurde mit dem Zentrum für Zeithistorische Forschung in Potsdam 1992 erstmals ein weiteres Institut vergleichbarer Art gegründet, so dass dem IfZ Konkurrenz erwuchs.
Das Institut für Zeitgeschichte eröffnete eine Abteilung zunächst in Potsdam, dann in Berlin und übernahm die fachliche Betreuung der Ausstellung auf dem Obersalzberg. Die von Möller initiierte und 1999 eröffnete Dauerausstellung hatte bis zum Neubau 2023 ca. 3,5 Millionen Besucher, der im Selbstverlag des Instituts veröffentlichte Katalog 7 Auflagen mit 100 000 Exemplaren. Zu den wichtigsten Projekten gehörten die Editionen der Tagebücher von Joseph Goebbels und die Akten zur Auswärtigen Politik der Bundesrepublik Deutschland. Bei den im Jahresrhythmus seit 1993 erscheinenden Akten zur Auswärtigen Politik war Möller 1993 bis 2005 Mitherausgeber und 2005 bis 2015 Hauptherausgeber. In Reaktion auf die Wehrmachtsausstellung entwickelte das IfZ unter Möller das Projekt „Wehrmacht in der NS-Diktatur“, aus dem sechs Bücher hervorgingen. Sie ergänzte und korrigierte Aspekte der Wehrmachtsausstellung und der zugehörigen Publikationen und erlaubten einen direkten Blick in die Brutalität und Kriegsverbrechen. Möllers persönliche Nähe zu Frankreich kam in dem Forschungsprojekt Demokratie in der Zwischenkriegszeit zum Ausdruck, das einen Ländervergleich zwischen Deutschland und Frankreich herstellte. Weitere Themen waren Gesellschaft und Politik in Bayern und der KSZE-Prozeß. Unter Möller wurde die Edition von Hitlers Reden und Schriften 1925 bis 1933 abgeschlossen. Mit Götz Aly, Ulrich Herbert und Dieter Pohl gründete Möller das DFG-finanzierte Langzeitprojekt „Die Verfolgung und Ermordung der europäischen Juden durch das nationalsozialistische Deutschland“, dessen erster Band 2008 erschien. Das von Möller, Herbert, Pohl gemeinsam mit Susanne Heim und zeitweise weiteren Mitherausgebern geleitete Projekt wurde an der Abteilung Berlin des IfZ durchgeführt, die DFG-Mittel gingen zu 60 Prozent an das IfZ.
In der Ära Möller wurde das IfZ dreimal evaluiert, 1996 durch den Wissenschaftsrat und 2003 durch die Leibniz-Gemeinschaft. In beiden Fällen kamen die Gutachter zum Schluss, dass ein längerfristiges Konzept fehle und zu wenige innovative Forschung stattfinde. Es gebe zu wenige international vergleichbare Ansätze und interdisziplinäre Zusammenarbeit. Dieser Beurteilung widersprachen alle sechs Fachhistoriker der Evaluierungskommission auch öffentlich. Bei der dritten Evaluierung 2007 bescheinigte die 14-köpfige internationale Evaluierungskommission dem Institut „insgesamt sehr gute, zum Teil herausragende Leistungen“ und gelangte zu dem Ergebnis: Das Institut für Zeitgeschichte gehöre „national und international zu den führenden Einrichtungen der Zeitgeschichte“ und habe sich „nicht zuletzt durch seine vielfältigen wissenschaftlichen Beziehungen zu internationalen Partnern zu einem wichtigen Zentrum der Forschung in Europa entwickelt“. Sehr positiv wurden auch Archiv, Bibliothek und Serviceleistungen sowie die Retrodigitalisierung der Vierteljahrshefte für Zeitgeschichte, der Bibliotheks- und Archivkataloge beurteilt. Positiv wurde darüber hinaus die seit 1992 betriebene immer engere Kooperation mit mehreren Universitäten bewertet.
Der frühere bayerische Kultusminister Hans Maier, langjähriges Mitglied des Wissenschaftlichen Beirats, gelangte zu dem Schluss: „Mit der Ära Möller verbinden sich in der Geschichte des Instituts die bisher größte Erweiterung, eine dezidiert vorangetriebene Internationalisierung, eine Intensivierung des Blicks auf die Nachkriegszeit, eine Wendung zur vergleichenden Betrachtung und zur grundsätzlichen Auseinandersetzung mit Demokratie und Diktatur im 20. Jahrhundert“.
Sein Nachfolger als Direktor des IfZ ist sein Schüler Andreas Wirsching. Darüber hinaus gehören zu seinen akademischen Schülern u. a. Rainer Babel, Magnus Brechtken, Stefan Grüner, Manfred Kittel, Hans-Christof Kraus, Peter Lieb, Hartmut Mehringer, Dieter Pohl, Thomas Raithel, Thomas Schlemmer und Georg Seiderer.
Nach seiner Emeritierung übernahm Möller Funktionen in zahlreichen Beiräten und verfasste eine umfangreiche Biographie über Franz Josef Strauß, die 2015 zu dessen 100. Geburtsjahr erschien. Er hatte als erster Wissenschaftler den vollen Zugang zum Strauß’schen Nachlass, der sich im Archiv für Christlich-Soziale Politik der Hanns-Seidel-Stiftung in München befindet. Seit 1988 ist er Mitherausgeber der Reihe Enzyklopädie deutscher Geschichte.

### Kontroverse um Ernst Nolte
Möller hielt am 4. Juni 2000 die Laudatio auf den mit dem Konrad-Adenauer-Preis der Deutschland-Stiftung ausgezeichneten Ernst Nolte. Heinrich August Winkler hatte ihm im Vorfeld wegen Noltes Rolle im Historikerstreit 1986/87 abgeraten und forderte daraufhin Möller zum Rücktritt von der Leitung des Instituts für Zeitgeschichte auf. Dem schlossen sich Jürgen Kocka und Hans-Ulrich Wehler an.
In seiner Festrede, die Möller ausdrücklich als Wissenschaftler, nicht als Direktor des IfZ halten wollte, distanzierte er sich zwar von den umstrittensten Thesen Noltes, bezeichnete ihn aber insgesamt als „Geschichtsdenker in der Tradition der dialektischen Geschichtsphilosophie Hegels und der begriffenen Geschichte Kants“ und lobte ausdrücklich dessen auch international anerkanntes „Lebenswerk von hohem Rang und unverwechselbarer Eigenart“.

## Einordnung
In der Festschrift zu seinem 65. Geburtstag hieß es: „Horst Möllers wissenschaftliche Wurzeln liegen in der Aufklärung – als Gegenstand wie als Methode.“ Möller wird als „bekennender Konservativer“ beschrieben, „der anders als sein Vorgänger, kein produktiver Unruhestifter, eher ein geschäftiger Wissenschaftsmanager [sei], der in unzähligen wissenschaftlichen Beiräten und Gremien vertreten ist.“ Andere sehen Möller als Liberalen.

## Privates
Möller ist verheiratet und Vater von zwei Kindern. Seiner Frau Hildegard widmete er sein Buch Fürstenstaat oder Bürgernation – Deutschland 1763–1815.

## Auswärtige Lehrtätigkeiten
- 1986: University of Oxford, St Antony’s College
- 1988: Université Paris IV (Sorbonne)
- 2002: Institut d’études politiques de Paris (Sciences Po Paris)
- 2002/03: Chaire Alfred Grosser an Institut d’études politiques de Paris (Institut d’études politiques de Paris)
- 2007: Chaire Dupront, Université de Paris-Sorbonne

## Weitere Funktionen und Ämter
- Mitglied in der Historischen Kommission bei der Bayerischen Akademie der Wissenschaften in München
- Mitglied in der Kommission für Geschichte des Parlamentarismus und der politischen Parteien
- Co-Vorsitzender der Kommission zur Erforschung der jüngsten deutsch-russischen Geschichte
- Vorstand der Historischen Kommission zu Berlin
- Mitglied des Stiftungsrates der Deutschen Historischen Institute im Ausland (1992–2003)
- Vorsitz des Wissenschaftlichen Beirats des Deutschen Historischen Instituts in Warschau (1991–2003)
- Mitglied des Wissenschaftlichen Beirats des Deutschen Historischen Instituts in London (1989–2003)
- Mitglied des Wissenschaftlichen Beirats des Deutschen Historischen Instituts in Moskau
- Vorsitzender der Arbeitsgemeinschaft außeruniversitärer Forschungseinrichtungen der Bundesrepublik Deutschland (AHF) in München (1985–2003)
- Mitglied im Wissenschaftlichen Beirat der Stiftung Denkmal für die ermordeten Juden Europas in Berlin
- Mitglied im Wissenschaftlichen Beirat des Hannah-Arendt-Institut für Totalitarismusforschung in Dresden
- Mitglied im Wissenschaftlichen Beirat des Hauses der Geschichte der Bundesrepublik Deutschland in Bonn
- Mitglied im Fachbeirat Wissenschaft der Bundesstiftung zur Aufarbeitung der SED-Diktatur in Berlin
- Mitglied der Commission des Archives des Französischen Außenministeriums in Paris
- Mitglied im Wissenschaftlichen Beirat des Zentrums Historische Neuzeitforschung der Österreichischen Akademie der Wissenschaften in Wien
- Vorsitzender des Wissenschaftlichen Beirats des Deutschen Historischen Museums Berlin (2011–2021)
- Mitglied der Jury senior bzw. junior des Institut universitaire de France, Paris (2011, 2012, 2016)
- Conseil pour le développement des humanités et des sciences sociales (CDHSS) des französischen Hochschul- und Wissenschaftsministeriums, Paris, (2011, 2012)

## Auszeichnungen
- 1987: Bundesverdienstkreuz 1. Klasse
- 1994: Prix France-Allemagne
- 1995: Offizier des Ordre des Palmes Académiques
- 1996: Prix Lémonon der Académie des sciences morales et politiques, Paris
- 1998: Ehrendoktorwürde der Universität Bordeaux
- 2006: Gay-Lussac-Humboldt-Preis, der Forschungspreis für deutsch-französische Wissenschaftskooperation, verliehen vom französischen Forschungsministerium (Ministère délégué à l’Enseignement supérieur et à la Recherche)
- 2006: Ehrendoktor Institut d’études politiques de Paris (Fondation nationale des sciences politiques), anlässlich des 60-jährigen Jubiläums der Wiedergründung nach dem Zweiten Weltkrieg
- 2006: Ehrendoktor der Universität Orléans, anlässlich des 700-jährigen Jubiläums der Universität
- 2007: Bayerischer Verdienstorden
- 2012: Kommandeur des Ordre des Palmes Académiques
- 2013: Ehrenplakette des Bundes der Vertriebenen

## Schriften (Auswahl)
Möller hat rund 200 Aufsätze und diverse Bücher veröffentlicht, die sich mit der deutschen, französischen und europäischen Geschichte vom 17. Jahrhundert bis zum Ende des 20. Jahrhunderts befassen. Mehrere wurden in verschiedene Sprachen übersetzt.

### Monographien
- Aufklärung in Preußen. Der Verleger, Publizist und Geschichtsschreiber Friedrich Nicolai. Colloquium-Verlag. Berlin 1974, ISBN 3-7678-0361-5 (zugleich: Dissertation, FU Berlin, 1972).
- Exodus der Kultur. Schriftsteller, Wissenschaftler und Künstler in der Emigration nach 1933. Beck, München 1984, ISBN 3-406-09293-4.
- Parlamentarismus in Preußen 1919–1932. Droste, Düsseldorf 1985, ISBN 3-7700-5133-5.
- Weimar. Die unvollendete Demokratie. Deutscher Taschenbuch-Verlag, München 1985, ISBN 3-423-34059-2.
- Vernunft und Kritik. Deutsche Aufklärung im 17. und 18. Jahrhundert. Suhrkamp, Frankfurt am Main 1986, ISBN 3-518-11269-4.
- Fürstenstaat oder Bürgernation? Deutschland 1763–1815. Siedler, Berlin 1989, ISBN 3-88680-054-7.
- Theodor Heuss. Staatsmann und Schriftsteller. Bouvier, Bonn 1990, ISBN 3-416-02267-X.
- Europa zwischen den Weltkriegen. Oldenbourg, München 1998, ISBN 3-486-52321-X.
- Saint-Gobain in Deutschland. Von 1853 bis zur Gegenwart. Geschichte eines europäischen Unternehmens. Beck, München 2001, ISBN 3-406-46772-5 (Unter Mitwirkung von Hildegard Möller).
- Franz Josef Strauß. Herrscher und Rebell. Piper, München 2015, ISBN 978-3-492-05640-3.
- Regionalbanken im Dritten Reich. Bayerische Hypotheken- und Wechsel-Bank, Bayerische Vereinsbank, Vereinsbank in Hamburg, Bayerische Staatsbank 1933 bis 1945. De Gruyter Oldenbourg, Berlin/Boston 2020, ISBN 978-3-11-043161-2.
- Die Weimarer Republik. Demokratie in der Krise. Piper, München 2018, ISBN 978-3-492-31290-5.
- mit Joachim Bitterlich, Gustavo Corni, Friedrich Kießling, Daniela Münkel, Ulrich Schlie: Agrarpolitik im 20. Jahrhundert. Das Bundesministerium für Ernährung und Landwirtschaft und seine Vorgänger. De Gruyter Oldenbourg, München 2020, ISBN 978-3-11-065116-4.
- Deutsche Geschichte – die letzten hundert Jahre. Von Krieg und Diktatur zu Frieden und Demokratie. Piper, München 2022, ISBN 978-3-492-07066-9.

### Herausgeberschaften
Sammelbände
- mit Martin Broszat: Das Dritte Reich. Herrschaftsstruktur und Geschichte. C.H. Beck Verlag, München 1983, ISBN 3-406-09280-2.
- mit Gérard Raulet und Andreas Wirsching: Gefährdete Mitte. Mittelschichten und politische Kultur zwischen den Weltkriegen. Italien, Frankreich und Deutschland. Thorbecke, Sigmaringen 1993, ISBN 3-7995-7329-1.
- mit Jacques Morizet: Allemagne – France. Lieux de mémoire d’une histoire commune. Paris 1995.
- mit Andreas Wirsching und Walter Ziegler: Nationalsozialismus in der Region. Institut für Zeitgeschichte, München 1996, ISBN 3-486-64500-5.
- mit Ilja Mieck und Jürgen Voss: Paris und Berlin in der Revolution 1848. Thorbecke, Sigmaringen 1995.
- mit Rainer Eppelmann, Dorothee Wilms und Günter Nooke: Lexikon des DDR-Sozialismus. Schöningh, Paderborn 1996.
- mit Klaus Hildebrand: Die Bundesrepublik Deutschland und Frankreich. Dokumente 1949–1963. 4 Bde. 1997/99.
- mit Udo Wengst: 50 Jahre Institut für Zeitgeschichte. Eine Bilanz. Oldenbourg, München 1999.
- mit Eberhard Jäckel, Hermann Rudolph: Von Heuss bis Herzog. Die Bundespräsidenten im politischen System der Bundesrepublik. DVA, Stuttgart 1999.
- mit Volker Dahm, Hartmut Mehringer: Die tödliche Utopie. Bilder, Texte, Dokumente, Daten zum Dritten Reich. 2002; 7. Auflage, Verlag Dokumentation Obersalzberg im Institut für Zeitgeschichte, München 2016.
- mit Manfred Kittel: Demokratie in Deutschland und Frankreich 1918–1933/40. Beiträge zu einem historischen Vergleich, De Gruyter, Berlin 2002.
- mit Udo Wengst: Einführung in die Zeitgeschichte. Beck, München 2003, ISBN 3-406-50246-6.
- mit Maurice Vaïsse: Willy Brandt und Frankreich. Oldenbourg, München 2005, ISBN 3-486-57649-6.
- mit Manfred Kittel, Jirí Pešek, Oldrich Tuma: Deutschsprachige Minderheiten 1945. Ein europäischer Vergleich. 2006 (tschech. Ausgabe unter dem Titel: Nemecké menšiny v právnich normách 1938–1948. Ceskoslovensko ve srovnáni s vbybranými evropskými zememy).
- Les relations franco-bavaroises. Textes réunis et publiés par Jacques Bariéty et Horst Möller. In: Revue d’Allemagne, tome 38, no. 3, Juli – September 2006.
- mit Jürgen John, Thomas Schaarschmidt: Die NS-Gaue. Regionale Mittelinstanzen im zentralisierten „Führerstaat“? Oldenbourg, München 2007, ISBN 3-486-58086-8.
- mit Bernhard Gotto u. a.: Nach „Achtundsechzig“. Krisen und Krisenbewusstsein in Deutschland und Frankreich in den 1970er Jahren. Oldenbourg, München 2013, ISBN 978-3-486-72195-9.
- mit Aleksandr Čubar'jan: Der Erste Weltkrieg. Deutschland und Russland im europäischen Kontext. Herausgegeben im Auftrag der Gemeinsamen Kommission für die Erforschung der jüngeren Geschichte der deutsch-russischen Beziehungen. De Gruyter Oldenbourg, Berlin/Boston 2017, ISBN 978-3-11-048223-2.
- mit Joachim Bitterlich, Gustavo Corni, Friedrich Kießling, Daniela Münkel, Ulrich Schlie: Agrarpolitik im 20. Jahrhundert. Das Bundesministerium für Ernährung und Landwirtschaft und seine Vorgänger. De Gruyter Oldenbourg, Berlin/Boston 2020, ISBN 978-3-11-065116-4.

Zeitschriften und Schriftenreihen
- Vierteljahrshefte für Zeitgeschichte (gemeinsam mit Karl Dietrich Bracher und Hans-Peter Schwarz)
- Schriftenreihe der VfZ (gemeinsam mit Karl Dietrich Bracher und Hans-Peter Schwarz)
- Jahrbuch der historischen Forschung. 1982–2003.
- Historische Bibliographie. 1987–2003.
- mit Klaus Hildebrand und Gregor Schöllgen: Akten zur Auswärtigen Politik der Bundesrepublik Deutschland.